# Marbre cipolin

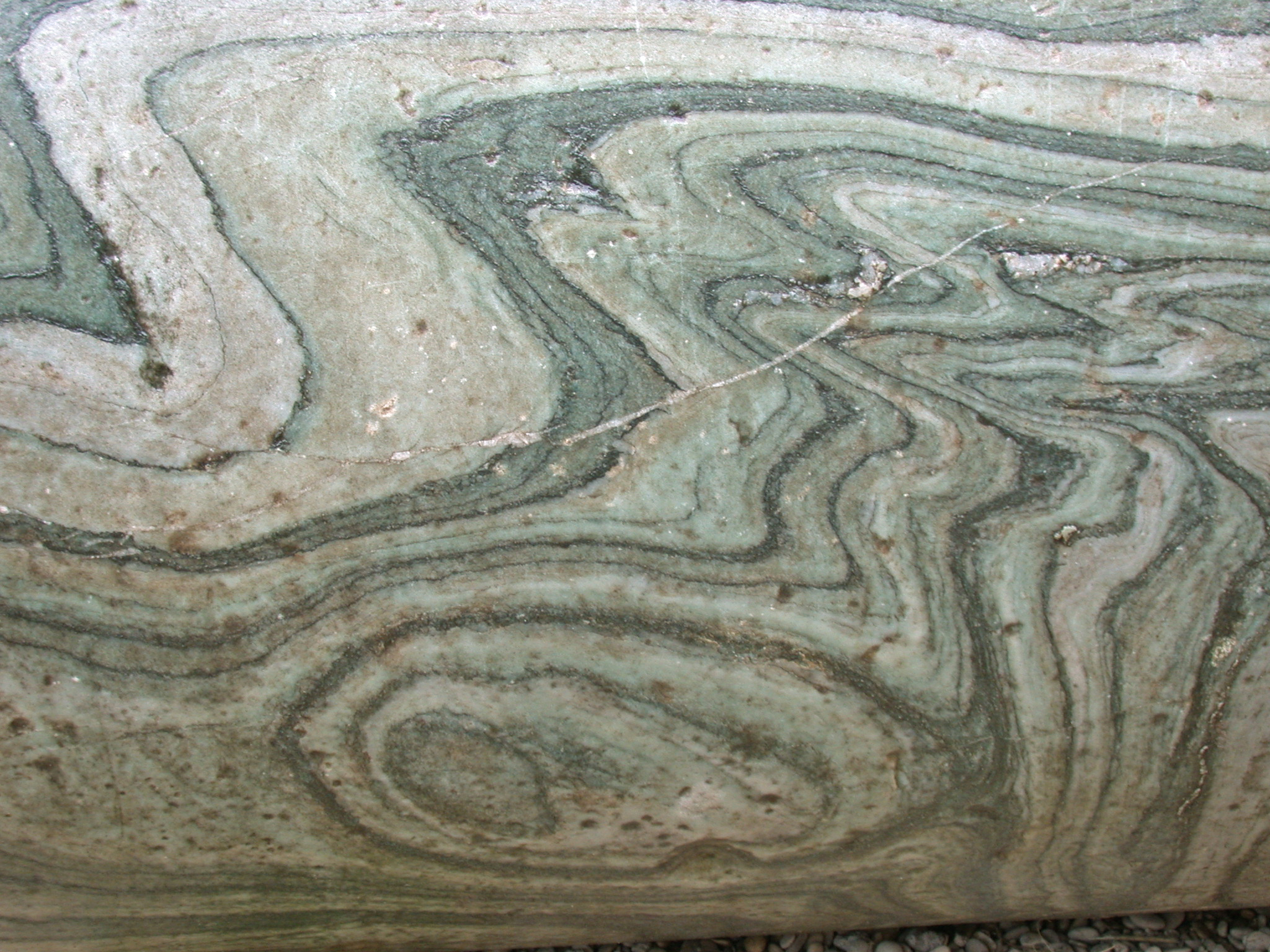
Fût d’une colonne en marbre cipolin, conservé à la Basilique de Maxence au Forum Romain, à Rome.

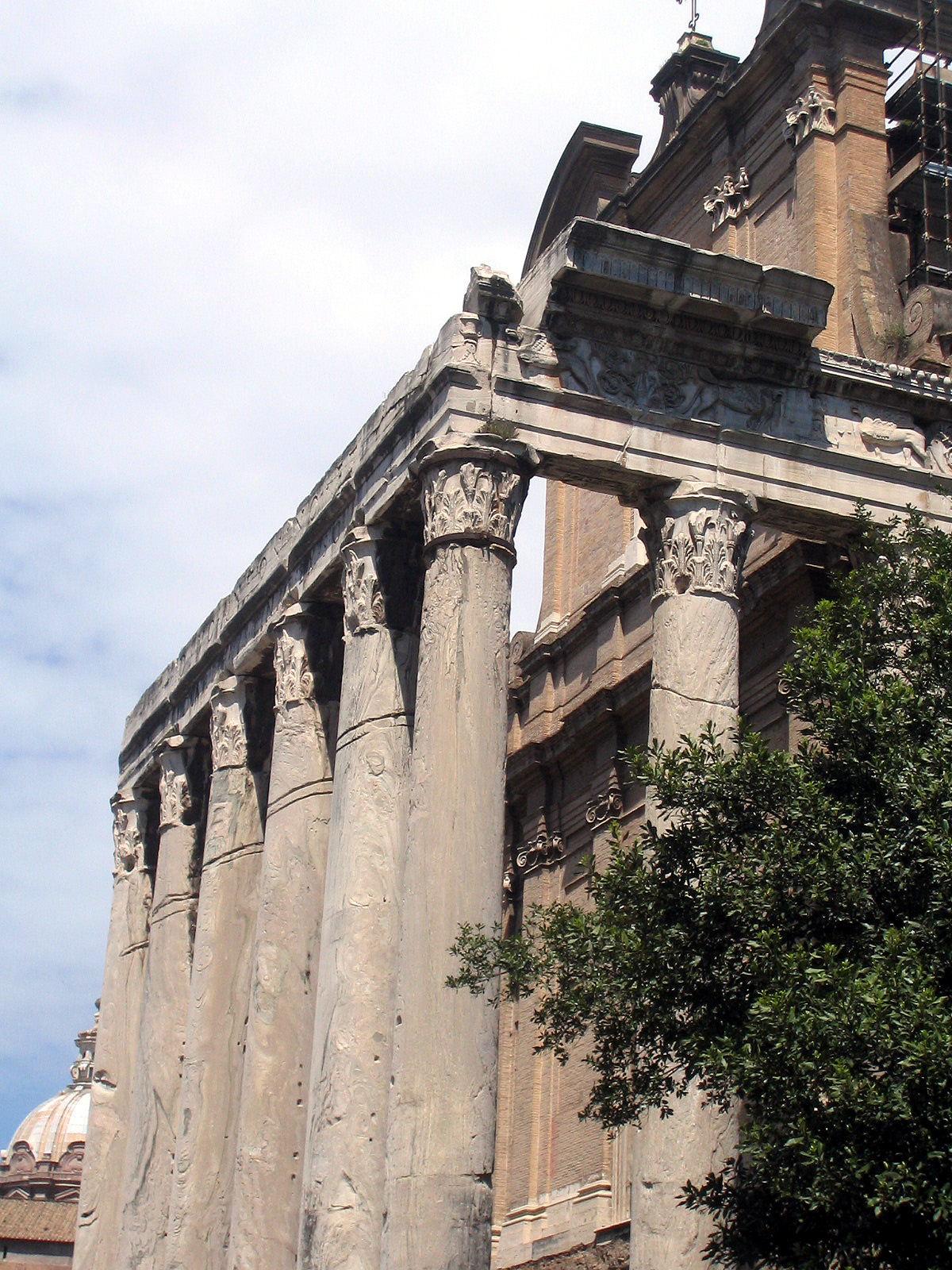
Colonnes du portique du Temple d'Antonin et Faustine au Forum romain à Rome

Le marbre cipolin est une variété de marbre utilisée par les Romains. Le nom moderne en français correspond en latin à marmor carystium (c.-à.-d. « marbre de Karystos »).

## Historique
Il était extrait de nombreuses carrières situées sur la côte sud-occidentale de l'île d’Eubée, en Grèce, entre l’actuelle cité de Styra et Karystos. Certaines de ces carrières antiques conservent des cavités d’extraction longues de plus de 100 m.
Il s'agit d'un marbre avec un fond blanc-vert, parcouru par d’épaisses nervures ondulées vert, tendant au bleuté et traversé par d'épaisses couches de mica. La couleur de fond des veines ont tendance à s'assombrir en fonction de la situation géographique de la carrière d'origine du sud au nord.
Du point de vue pétrographique, c’est une roche métamorphique, marbre saccharoïde cristalline (cristaux entre 0,2 et 0,6 mm), avec des stries colorées par l’épidote et la chlorite. 
Déjà utilisé par les Grecs, il fut importé à Rome à partir du Ier siècle av. J.-C.. Pline l’Ancien, dans sa Naturalis Historia, raconte que les colonnes de ce marbre ornaient à Rome la maison de Claudio Mamurra, qui était un ingénieur de Jules César en Gaule. Les carrières devinrent propriété impériale et le marbre cipolin se diffusa dans tout l’Empire. L'extraction et l’utilisation continuèrent amplement au Ve siècle, sous l'Empire byzantin.
Il a été principalement utilisé pour des fûts de colonnes, même de grandes dimensions et majoritairement lisses (exemple des colonnes du portique du Temple d'Antonin et Faustine au Forum romain à Rome). Se révèlent aussi des sculptures, comme la figure du crocodile qui orne le plan d'eau la canope de la villa d'Hadrien à Tivoli et a été conçu avec ce matériau afin d'imiter la couleur naturelle des écailles de l'animal.
Des carrières de cette variété de marbre existent aussi dans la péninsule Ibérique (carrière d'Anasol), sur les Alpes apuanes, en Grèce nord-orientale, en Serbie et en Corse (carrière de Brando).

## Exemples de matériaux

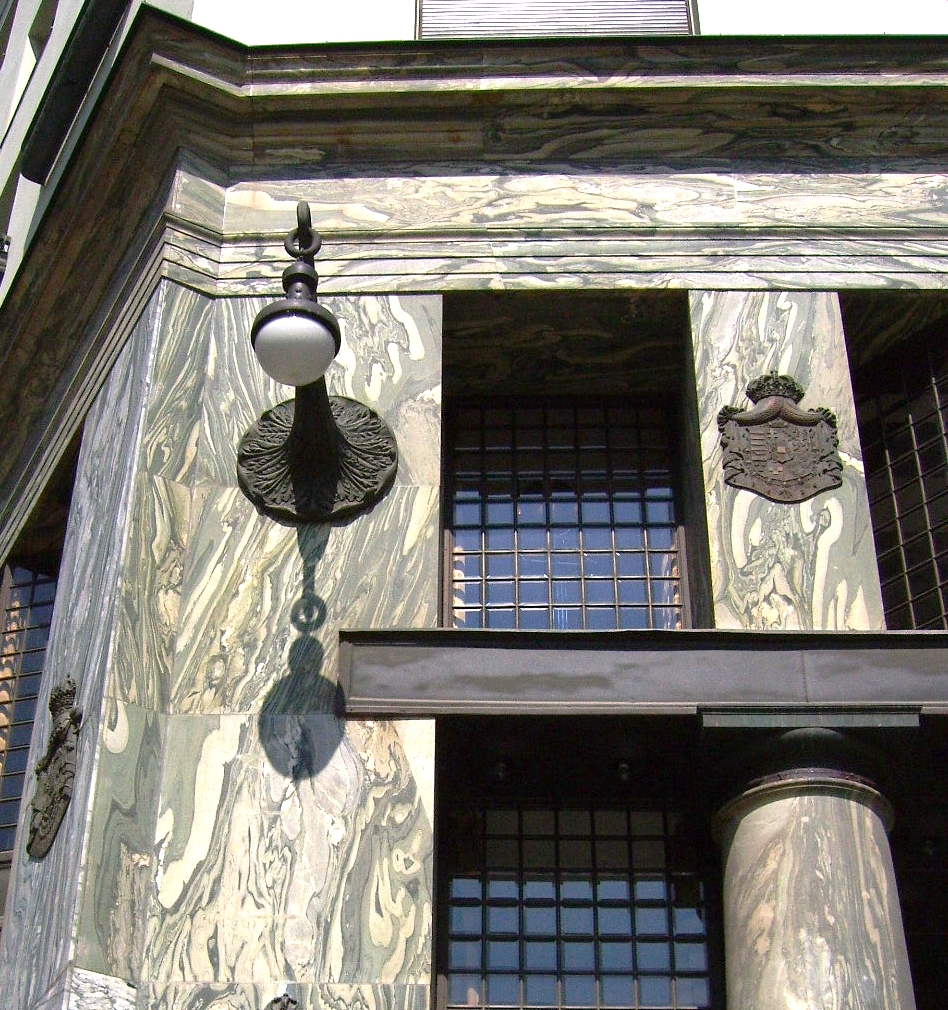
Revêtement mural avec cipolin sur Looshaus à Vienne

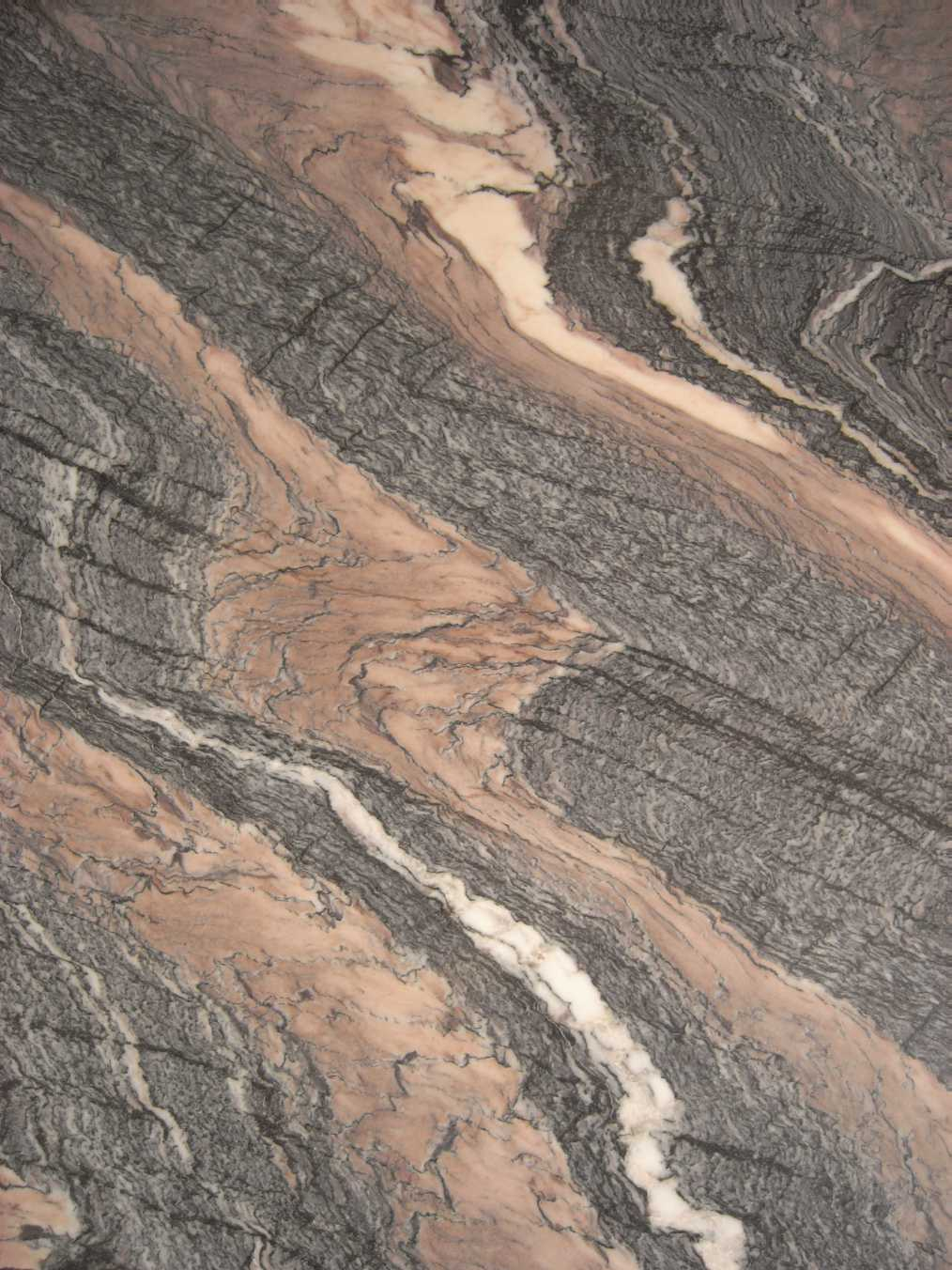
Cipolin rouge Luana'

- Cipolin vert (Stouraitikon, vert de Styra), marbre extrait près de la ville de Styra en Eubée, dont un exemple est présenté par le parement de « Looshaus », 3, place Michaeler à Vienne en Autriche.
- Cipolin des Alpes apuanes [4], marbre présentant de fines bandelettes vert foncé avec une structure de grandes traces blanches de calcite (en partie nodulaire) qui donne une image attrayante. De nombreuses variétés commerciales existent:  cipollino apuano, cipollino apuano classico, cipollino arni, cipollino capriccioso, cipollino classico, cipollino classico grigio e verde, cipollino del cardoso, cipollino rosso sumbra, cipollino rosso zonato, cipollino verde italiano, cipollino verde versilia, cipollino zonato. Les sites d’extraction se trouvent situés principalement sur les territoires des communes de Stazzema, Careggine et Vagli Sotto.

- Grand cipolin antique (Grand Antique de Saillon). C’est un marbre de la Confédération suisse du Canton du Valais. L’ancien site minier se trouve au-dessus de la ville de Saillon. Bien que le nom suggère un marbre très ancien par comparaison visuelle au cipolin antique de Karystos, pour des raisons commerciales et à la suite de l'appauvrissement de l'exploitation depuis le XIXe siècle ; ce matériau est considéré comme la pierre naturelle la plus coûteuse. Quelques exemples :
  - panneau d’une ancienne boutique de Vevey en Suisse,
  - éléments architecturaux du palais fédéral de Berne, Suisse,
  - Colonnes du cœur du Palais Garnier de Paris, France,
  - Autel de l’église de Saillon, Suisse,
  - Revêtement du Dom et de la Cathédrale en marbre cipolin d’Aix-la-Chapelle, Allemagne.

- Cipolin vert mandolato ou marbre Campan en France. Exploité dans les Pyrénées près de Bagnères-de-Bigorre, c’est un des plus connus. Son fond est blanc  et rouge foncé ou isabelle ; mais il est rempli de veines vertes extrêmement embrouillées entre lesquelles ressort la couleur du fond.
  - Campan vert, couleur vert d’eau, avec filet vert foncé, disposés en forme de réseau, à mailles allongées.
  - Campan isabelle, celui dont le fond est d’un rose tendre.
  - Campan rouge, celui qui est d’un rouge sombre, veiné d’un  rouge encore plus foncé.
    - Exemple: Montreux (Suisse) : Casino de l'Hôtel Palace

- Vert Luana ou vert de Luni, (marmor Lunae), marbre bigarré des Alpes apuanes (Apennins), en Toscane, des carrières du hameau de Vagli di Sopra, qui sont épuisées. C’est un silicate, à fond d’un blanc vif à structure serrée et grains très fins ; il prend un très beau poli et se prête facilement aux ouvrages les plus délicats.
  - l’Antinoüs du Capitole[Lequel ?], l’Apollon du Belvédère.

- Cipolin doré, c’est une pierre naturelle du même type que le cipolin Apuane, mais dont les veines, au lieu de vert, sont jaune doré très prononcé. L’exploitation se trouve dans la région de Coni (Italie).

- Cipolin zébré, pierre naturelle de la République tchèque, dont le nom commercial a été maintenu jusqu’en 1945. L’exploitation a été faite à la montagne Jeseniky dans le village de Lipová-lázně.

- Cipolin rouge, roche décorative exploitée dans d’anciennes carrières de la région de Muğla, en Turquie,

- Cipolin noir, sa structure est identique à celle du cipolin vert. L’exploitation, depuis l’époque romaine se faisait dans l’île d’Eubée, en Grèce, et on en trouve des traces isolées sur les bâtiments de la Rome antique.

- Cipolin du Cap corse, assez proche du cipolin noir d'Eubée.